# Région de Landquart
Pour les articles homonymes, voir Landquart.
La région de Landquart est une région du canton des Grisons en Suisse. 
Elle remplace depuis le 1er janvier 2016 le district de Landquart, dont elle reprend le périmètre, moins la commune d'Haldenstein qui est rattachée à la région de Plessur.

## Communes
| Nom       | N° OFS | Population (décembre 2022) |
| --------- | ------ | -------------------------- |
| Fläsch    | 3951   | +000855,                   |
| Jenins    | 3952   | +000938,                   |
| Landquart | 3955   | +009 153,                  |
| Maienfeld | 3953   | +003 141,                  |
| Malans    | 3954   | +002 506,                  |
| Trimmis   | 3945   | +003 391,                  |
| Untervaz  | 3946   | +002 600,                  |
| Zizers    | 3947   | +003 545,                  |
| Total     | Total  | +026 129,                  |